# Ampulex dementor
Ampulex dementor là một loài tò vò gián bản địa Thái Lan{, được mô tả trong năm 2014 bởi Michael Ohl của Bảo tàng für Naturkunde ở Berlin, Đức. Tên loài đã được lựa chọn bởi các du khách tới thăm bảo tàng, trong nỗ lực kết nối các thành viên của công chúng với các vấn đề về phân loại và mô tả đa dạng sinh học.

## Hành vi
Loài tò vò này có một hành vi bất thường đối với gián. Khi nó chích con mồi của nó, nó phun một độc tố vào các nút thần kinh của nạn nhân. Chất độc này ngăn chặn các thụ thể octopamine của con gián, để lại con gián còn sống, nhưng không thể điều khiển chuyển động của nó. Chức năng cơ của nó vẫn còn hoạt động, con gián sau đó "chạy vào" tổ tò vò, cho phép nó dễ dàng bị bắt bởi tò vò.